# Bahram (visir)
Bahram al-Armaní (àrab: بهرام الأرمني, Bahrām al-Armanī, ‘Bahram l'Armeni’) (? - 7 de desembre de 1140) fou un general cristià armeni al servei del Califat Fatimita d'Egipte; fou visir del 1135 al 1137 del califa al-Hàfidh (1130-1149).
Durant el temps que alguns armenis van exercir com a visirs, especialment amb Badr al-Jamalí (1074-1094), el seu fill al-Àfdal (1094-1121), el fill d'aquest Ibn al-Àfdal (1130-1131) i Yanis (1131-1132), molts armenis es van posar al servei dels fatimites. Bahram sembla que era senyor de Tell Bashir, al nord d'Alep, ciutat que tenia una forta colònia armènia, però quan en fou expulsat per una revolta, es va posar al servei dels fatimites. El seu origen tradicionalment està vinculat a la família dels Pahlavuní; era germà del catolicós armeni d'Egipte, Gregori (consagrat el 1077 o 1078). Va seguir una carrera militar a Egipte i va esdevenir governador de la província occidental del delta (al-Gharbiyya).
Quan Hassan, fill del califa, va agafar el poder com a visir sobre el seu germà Haydara, va esclatar una revolta militar. Hasan va demanar ajut a Bahram; aquest va anar al Caire amb les seves tropes armènies però quan va arribar Hasan ja havia estat assassinat; el califa el va nomenar llavors visir (març de 1135) i li va donar el títol de Sayf-al-Islam i Taj-ad-Dawla.
La seva política pro armènia va provocar la rebel·lió del nou governador d'al-Gharbiyya, Ridwan, i Bahram, abandonat pels soldats musulmans, va haver d'abandonar el Caire (febrer de 1137) i va anar a Kus on era governador el seu germà Vasaces però quan va arribar aquest darrer ja havia estat assassinat pel poble; Bahram va exercir una sagnant revenja però va abandonar Kush i Ridwan, nomenat visir, va enviar un exèrcit a perseguir-lo però finalment es va obtenir un acord pel qual Bahram es podia retirar a un monestir prop d'Akhmim, on va restar fins al 1139, quan el califa va destituir a Ridwan i va tornar a cridar a Bahram al que va designar conseller però sense donar-li el títol de visir. Ridwan va fugir. Bahram va morir a palau el 7 de desembre següent.